# Charmentray
Charmentray (ʃaʁ.mɑ̃.tʁɛⓘ) es una población y comuna francesa, en la región de Isla de Francia, departamento de Sena y Marne, en el distrito de Meaux y cantón de Mitry-Mory.

## Demografía
| 133 | 135 | 148 | 190 | 236 | 234 |
| Para los censos de 1962 a 1999 la población legal corresponde a la población sin duplicidades (Fuente: INSEE [Consultar]) |     |     |     |     |     |